# Pomnik „Ku czci Zwierząt Rzeźnych”
Pomnik „Ku czci Zwierząt Rzeźnych” – grupa rzeźb zwierząt rzeźnych przy ulicy Stare Jatki we Wrocławiu.
Dzieło ma upamiętniać rolę, jaką na przestrzeni wieków pełniły jatki. Od 1242 przy ulicy skupiały się zakłady rzeźnicze, od których nadano nazwę całemu kwartałowi miasta Wrocławia.

## Opis
Pomnik przedstawia grupę zwierząt odlanych z brązu: gęś z jajkiem (projekt Marka Kulika), kozę z „kozimi bobkami” (Mirosław Grzeszczuk), świnię (Jerzy Bokrzycki), prosię (Jan Zamorski), kaczkę (Piotr Butkiewicz), koguta (Ryszard Gluza) oraz królika (Stanisław Wysocki). Na tabliczce umieszczonej na bruku widnieje napis: „Ku czci Zwierząt Rzeźnych / Konsumenci”. Nienaturalnie dużych rozmiarów kogut stoi na podmurówce, w oddaleniu od reszty zwierząt, przy wejściu na Stare Jatki od ulicy Odrzańskiej.
Pomnik powstał z inicjatywy prezesa Okręgu Wrocławskiego Związku Polskich Artystów Plastyków Piotra Wieczorka. Gęś, kozę, świnię i prosię postawiono jako pierwsze w 1997. Później, jeszcze w XX wieku pojawiła się kaczka. Koguta i królika dostawiono kolejno w XXI wieku. W czerwcu 2017 do grupy rzeźb dołączyło cielę (krowa byłaby zbyt duża) projektu Jerzego Bokrzyckiego.